# Marry in Haste
Marry in Haste er en amerikansk stumfilm fra 1924 instrueret af Duke Worne.

## Medvirkende
- William Fairbanks som Wayne Sturgis
- Dorothy Revier som Joan Prescott
- Alfred Hollingsworth
- Gladden James som Monte Brett
- William Dyer
- Al Kaufman som Jack Dugan